# Nempont-Saint-Firmin
Nempont-Saint-Firmin é uma comuna francesa na região administrativa de Altos da França, no departamento de Pas-de-Calais. Estende-se por uma área de 4,48 km². Em 2010 a comuna tinha 202 habitantes (densidade: 45,1 hab./km²).